# 中村麻由
中村 麻由（なかむら まゆ、11月2日 - ）は、献奏アーティスト、エレクトーン奏者、日本のモデルである。福岡県福岡市出身。

## 略歴
ヤマハエレクトーンデモンストレーター（エレクトーン奏者・エレクトーンプレイヤー）としてヤマハに所属。ヤマハ音楽教育システム講師も経験。
2010年、竹下通りで芸能事務所にスカウトされ、芸能活動を開始。
およそ1500件以上のセレモニー曲アレンジ・演奏・演出を手掛ける。
ヤマハ退職後は、エレクトーン献奏アーティスト（エレクトーン奏者）、モデルとして活動。
2014年から税理士紹介シャローズのテレビコマーシャルに起用され、2015年度のコマーシャルではプロレスを裁くレフェリー役で神取忍と共演した。
2015年からはラジオパーソナリティー、リングアナウンサーと声の仕事も開始する。
2015年より、かわさきFM「兼田章のときめきジュークボックス」にレギュラー出演。また元光GENJIのメンバー山本淳一のソロライブにて、楽曲アレンジ、演奏を務めた。
2017年に、自身が代表を務めるエレクトーン献奏サービス会社「心の音社」を立ち上げる。
またエレクトーン奏者としては、「献奏」の普及活動を行っている。
フューネラルビジネスフェア、エンディング産業展では、セミナー講師、オープニングセレモニー演奏を務める。また、寺院での演奏会、法要と音楽のコラボレーション等を行なっている。
3月27日「祈りの日」制定セレモニーが行われ、書家金澤翔子が揮毫し、童謡ふるさとで共演した。
またマイケル・ジャクソンが好きな金澤翔子の為にスリラーを演奏。演奏に合わせて金澤翔子が踊った。
「母の日参り」（日本香堂）合同プレス発表会にてアレンジ、演奏を担当。2018年ゲスト朗読は歌舞伎役者の中村獅童。2019年ゲストは草刈正雄。
日本香堂の行う三行詩「やさしい時間〜こころの携帯電話ひろば〜」第16期の選考委員を務めた。
ディズニー映画の公開記念イベントで、「中村麻由エレクトーンコンサート付き映画上映」を開催。
「くるみ割り人形と秘密の王国」(2018年11月30日公開)、「メリー・ポピンズ リターンズ」(2019年2月1日公開)、「ダンボ」(2019年3月29日公開)、「アラジン」(2019年6月7日公開)
2018年12月10日、有楽町朝日ホールにて行われた東京都仏教会主催の「成道会の集い」にて、およそ700名の観客や僧侶を前に献奏を捧げた。
また季刊誌『祈りを紡ぐ』（2023年夏号）にて、エレクトーン奏者として、テノール歌手・秋川雅史のインタビューを担当。
全世界におよそ500店舗を展開するリラクゼーションスペース「ラフィネ」や、「全日本宗教用具協同組合」などの イメージモデルである。

## 人物
エレクトーン奏者だった母の影響で3歳からエレクトーン、５歳からピアノと作曲を始める。絶対音感を持つ。
特技は、クラシックバレエ、日本舞踊、絵を描くこと。
幼い頃は、母親(元エレクトーン奏者)の方針で一般的なテレビアニメではなく、ディズニー作品を観て育った。ディズニー音楽とアニメーションは、教育の一環だった。現在は、ディズニー映画の公開記念イベント等で演奏。
その影響か、幼稚園から中学生まで、数々の 絵画コンクールで受賞。NHKの絵画コンクールでは、NHK会長賞を受賞し、テレビ番組、CMで紹介された。
絵は独特のテイストであり、「猫の僕」のプロモーションビデオにも採用されている。
2016年より、オリジナルブランド〝Gizmoblin（ぎずもぶりん）〟を設立。飼い猫のギズモ♀とゴブリン♂をモデルとした独特の世界観にファンも多い。キャラクターデザイン、商品デザインを行っている。インターネットを中心に販売されている。現在（2024年7月時点）までで売り上げた商品数は、3500点を超えている。
学生時代は、チアリーディング部に所属。
小学生の頃、宝塚歌劇の花組トップスター真矢みきに憧れて、タカラジェンヌを目指していた。
エレクトーン、ピアノ、クラシックバレエ、日本舞踊、ダンスを習っていた。
卒業演奏会、新人演奏会 選出。
中学校教諭 二種免許 を保持。
動物看護士資格 を保持。涙ソムリエ資格を保持。
2011年１月には、服部天神宮でミス福娘を勤めた。
ヤマハ音楽システム講師。
その直後に、ヤマハエレクトーンデモンストレーターとなる。
心臓疾患の治療を機に、全ての活動を休止。
復帰後は、フリーのエレクトーン奏者として、東京を拠点として活動。
「献奏」の依頼を貰ったことがきっかけで、音楽が少しでも人の心を救うことに繋がるのなら..との気持ちで、「献奏アーティスト」として『献奏』の普及活動、コンサートセミナー等を全国各地で開催。
趣味はミュージカル鑑賞、料理、お菓子作り、掃除、整理整頓 など 家事全般。
ペルシャ猫の、ギズモ♀とゴブリン♂を飼っている。

## 作品
|    |  | 種類       | 楽曲                                      | リリース      | 収録作品 | 作曲 編曲                | 作詞     |
| -- |  | ---------- | ----------------------------------------- | ------------- | --- | ------------------------ | -------- |
| １ |  | シングル   | 猫の僕 2022ver.                           | 2022年3月24日 | ・猫の僕 | 中村麻由 （＋演奏）      | 中村麻由 |
| ２ |  | タイアップ | 泣ける保留音 （映画「散歩屋ケンちゃん」） | 2023年4月     | ［SIDE A］ ・愛の挨拶 ・グリーンスリーブス ・嘆きのセレナーデ ・メヌエット ・愛の讃歌 ・カノン ・主よ、人の望みの喜びを ・マドンナの宝石 ・「四季」より「春」 ［SIDE B］ ・歩くたびに透きとおる風 | 中村麻由 （＋編曲/演奏） | ー       |

## ミュージックビデオ
|    | 楽曲                    | 投稿日        | 収録作品   | 作曲     | 作詞     | 制作                         |
| -- | ----------------------- | ------------- | ---------- | -------- | -------- | ---------------------------- |
| １ | 猫の僕 （Neko no boku） | 2022年3月24日 | 「猫の僕」 | 中村麻由 | 中村麻由 | 中村麻由（絵）／Nana（編集） |

## 出演

### TV
- BSフジ「サンド道楽」（2022年7月3日放送）
- テレQ 「かまいたちのオモロい協会見つけました!」（2022年11月23日放送）

### 映画
- 「散歩屋ケンちゃん」（2023年4月公開）-劇中に登場するレコードの編曲・演奏を担当

### ラジオ
- 「兼田章のときめきジュークボックス」（2015年- 、かわさきFM）レギュラー(アシスタント)
- 「さっちゃんのMusic for Peace」（2016年6月20日、C WAVE）- ゲスト
- 「MCおんのおん★しつ」（2017年1月5日、鎌倉FM）
- 「高木優一の不動産・相続お悩み相談室」（2021年11月18日、川崎FM）- ゲスト
- 「高木優一の不動産・相続お悩み相談室」（2022年1月6日 - 、川崎FM）- エンディングテーマ
- 「ミナテラス」（2022年4月3日 - 、Rainbow Town FM）- ゲスト
- 「西室真希の旅するクローゼット」（2022年6月15日-、Spotifyにて配信）-ゲスト

### CM
- 税理士紹介シャローズ「代表取締役ｖｓお悩み軍団編」（2015年3月 - ）
- 税理士紹介シャローズ「心が折れていませんか編」（2015年7月 - ）ともに神取忍と共演。
- ジュピターショップチャンネル（2016年 - ）
- 花王「エッセンシャル」
- MINTIA 20周年記念　WEB限定スペシャルムービー(アサヒフードアンドヘルスケア、2016年3月 - )
- 川崎の葬儀社「登戸の杜」BGM制作（2024年 - ）

### スチール
- 税理士紹介シャローズ - イメージガール（2013年 - ）
- 法務省 -  専門職員募集広告モデル（2016年度 - ）
- リラクゼーションスペース 「ラフィネ」 - 全世界およそ500店舗  イメージモデル（2017年- ）
- 基礎化粧品「RYYK.45」イメージモデル（2019年 -）
- 「全日本宗教用具協同組合」イメージモデル（2022年 -）

### WEB
- 「花鳥風月Ustream」（2016年11月12日、Ustream）− ゲスト）
- 「葬儀のデスク」私が「献奏」する理由。最後の空間を包み込むエレクトーン演奏｜心の音社（中村さん）（2021年12月10日 掲載）
- 「ここより」「エレクトーン献奏」を行うきっかけ献奏をエレクトーンで行う意味音楽は供養の心につながる（2022年7月3日掲載）
- 「ここより」大好きな人を大好きな曲とともに、記憶に刻みませんか？「エレクトーン生演奏での葬儀式」（2022年10月22日掲載）

### 動画コンテンツ
- 『祈りの日』生配信　事前収録出演（2021年３月27日）
- 「東京オリンピック2020 選手向けコンテンツ」出演（2021年7月23日-）
- 「猫の僕」（作曲／作詞／絵：中村麻由）涙活イベントで放映（2022年4月21日-）
- 株式会社エンディングライフのプロモーションムービーに出演。（2023年5月7日-）

### 書籍

#### 雑誌
- 「PEAKS」（2014年8月号、エイ出版社)― 山と音楽[1]
- 「月刊エレクトーン」2006年10月号、ヤマハミュージックメディア)[1]。オリジナル曲「夢の扉」のスコア掲載。
- 「月刊仏事」（2018年6月号）-「イベントレポートPart3／ビジネス最前線」
- 「終活読本　ソナエ」 Vol.30  書家 金澤翔子さん (インタビュアー 中村麻由)（2020年 秋号）
- 「月刊仏事」（2021年9月号）- 「葬儀で音楽をいかに取り込むのかの紹介と実践〜葬儀の単価アップの答がここにあります〜」
- 「祈りを紡ぐ」季刊誌（2021年 秋号）- 表紙コラム
- 「祈りを紡ぐ」季刊誌（2022年 秋号）- エンディング産業展 8回目の出展
- 「月刊終活」（2023年2月号）- 中村麻由 ロングインタビュー
- 「祈りを紡ぐ」季刊誌（2023年 夏号）- 歌手・秋川雅史さん（インタビュアー 中村麻由）

#### 単行本
- 「さするだけで痩せられるからだになる」(2015年6月5日発売、袴田浩呂琴、アスペクト)- 表紙モデル

#### 写真集
- 涙活9周年×銚子電鉄99周年企画「ミス・ティアーズ 泣き顔写真集」（2022年8月9日）- 撮影：山岸伸

### イベント
- ヤマハエレクトーン普及推進プロジェクト「うにとろプロジェクト」九州代表（2005年）
- 「SAKUYO MUSICAL 2007」（2007年1月）- アレンジ・伴奏
- 「ミュージカルの夕べ」（2007年7月）- アレンジ・伴奏
- 「SAKUYO MUSICAL 2008」（2008年1月）- アレンジ・伴奏
- 「メモリアルハウス『けやきの森』慰霊祭」（2011年8月）
- 「メモリアルハウス『けやきの森』慰霊祭」（2012年8月）
- 「メモリアルハウス『やすらぎ』オープニングイベント」（2012年10月）
- 「第１回ミライノチカラ」（2013年11月・渋谷TAKE OFF7）
- 「第２回ミライノチカラ」（2014年4月・渋谷TAKE OFF7）
- 「第３回ミライノチカラ」（2014年8月・渋谷TAKE OFF7）
- 「navi cafe LIVE」（2014年9月28日・西新宿 navi cafe）
- 「Christmas　Air」（2014年12月4日・川崎 CLUB CITTA´）
- 「第4回ミライノチカラ」（2014年12月5日・渋谷TAKE OFF7）
- 「中村麻由 クリスマスコンサート」（2015年12月23日・馬車道 Baby Gang）
- 「CROSS STREET copepe LIVE 山口紗矢佳」（2016年1月31日・伊勢佐木町）- ゲスト出演
- 「Shinjyuku SAKURA Terrace LIVE」（2016年3月24日・新宿住友ビル）
- 「CROSS STREET copepe LIVE」（2016年4月17日・伊勢佐木町）
- 『シアタープロレス花鳥風月』若手興行・リングアナウンサー、会場インフォメーション担当（2016年5月22日）[7]
- 「CROSS STREET copepe LIVE」（2016年6月25日・伊勢佐木町）
- 「東京サマーランド なつうた 2016（Presented by JOYSOUND）」（2016年8月10日）
- 「忍者 WARS 中村麻由コンサート」（2016年9月17-19日- ワープステーション江戸）
- 「読み聞かせ&エレクトーン演奏会」（2017年5月27日・ホールロゼリア）
- 「花と映像と音楽のコラボレーション（日比谷花壇）」（2017年6月25日・パシフィコ横浜）
- 「フューネラルビジネスフェア2017」（2017年6月26日・パシフィコ横浜）-献奏セミナー
- 「お彼岸法要 × エレクトーン献奏」（2017年7月9日・善立寺）
- 「献奏 デモンストレーション演奏（お盆）」(2017年7月16日・築地本願寺 和田堀廟所)
- 「エンディング産業展 2017」（2017年8月・東京ビッグサイト）- オープニングセレモニー演奏
- 「エンディング産業展 2017」（2017年8月・東京ビッグサイト）- デモンストレーション演奏
- 「お彼岸法要 × エレクトーン献奏」（2017年9月23日・善立寺）
- 「献奏 デモンストレーション演奏（秋のお彼岸）」(2017年9月25日・築地本願寺 和田堀廟所)
- 「Autumn エレクトーンコンサート」（2017年10月・ホールロゼリア）
- 『祈りの日』制定セレモニー(2018年3月27日)にて、書家金澤翔子と共演。
- 「春分の日 演奏会」（2018年3月21日・善立寺）
- 「エレクトーンコンサート（花まつり）」(2018年4月1日・築地本願寺 和田堀廟所)
- 『献奏コンサート』(2018年4月10日・江戸川聖地霊園)
- 『献奏コンサート』(2018年4月21日・江戸川聖地霊園)
- 『母の日参り(日本香堂)』共同プレス発表会（銀座フェニックスホール 2018年4月23日）にて演奏。ゲスト朗読中村獅童。
- 「命の朗読コンサート（原まつり）」(2018年5月19日・石の原産業)
- 「フューネラルビジネスフェア 2018」（2018年6月・パシフィコ横浜）- デモンストレーション演奏
- 「エンディング産業展 2018」（2018年8月・東京ビッグサイト）- オープニングセレモニー演奏
- 「エンディング産業展 2018」（2018年8月・東京ビッグサイト）- デモンストレーション演奏
- ディズニー作品「くるみ割り人形と秘密の王国」(2018年12月9日、イオンシネマ板橋)公開記念劇場コンサート
- 「成道会の集い（東京都仏教会）」（2018年12月10日・有楽町朝日ホール）– 献奏
- ディズニー作品「メリー・ポピンズ リターンズ」(2019年2月16日・イオンシネマ板橋、2月17日・イオンシネマ むさし村山)‐公開記念劇場コンサート[8][9]
- 「春のエレクトーンコンサート（春分の日）」(2019年3月21日・築地本願寺 和田堀廟所)
- 『祈りの日』制定セレモニー(池上本門寺 2019年3月27日)にて、書家金澤翔子と共演。
- 「エレクトーンコンサート（花まつり）」(2019年4月2日・信行寺)
- 「エレクトーンコンサート（花まつり）」(2019年4月3日・築地本願寺 和田堀廟所)
- ディズニー作品「ダンボ」(2019年4月7日・イオンシネマ板橋)‐公開記念劇場コンサート
- 『母の日参り(日本香堂)』共同プレス発表会（ワテラスコモンホール 2019年4月23日）にて演奏。ゲスト草刈正雄。
- 「エレクトーンコンサート（永代教）」(2019年4月27日・信行寺)
- 「命の朗読コンサート（原まつり）」(2019年5月18日・石の原産業)
- 「フューネラルビジネスフェア 2019」（2019年6月・パシフィコ横浜）- デモンストレーション演奏
- ディズニー作品「アラジン」(2019年6月29日・イオンシネマ板橋)‐公開記念劇場コンサート
- 「写経 × エレクトーンコンサート」(2019年7月17日・愁彩苑)
- 「エンディング産業展 2019」（2019年8月・東京ビッグサイト）- オープニングセレモニー演奏
- 「エンディング産業展 2019」（2019年8月・東京ビッグサイト）- デモンストレーション演奏
- 「夏祭り エレクトーンコンサート（納涼夏祭り）」(2019年9月3日・信行寺)
- 「命の朗読エレクトーンコンサート（節分）」(2020年2月3日・信行寺)
- 「フューネラルビジネスフェア2020」（2020年6月・パシフィコ横浜）- デモンストレーション演奏
- 「エンディング産業展 2020」（2020年11月24-26日・東京ビッグサイト）- デモンストレーション演奏
- 『献奏コンサート』（せんげん台会館）（2020年12月19日）
- 『ディズニーソング コンサート』（せんげん台会館）（2020年12月19日）
- 『祈りの日』生配信　事前収録出演（2021年３月27日）
- 『エンディング産業展』PLAY for (ONE)ジョイントセミナー開催（2021年6月9日）
- 芸術アートイベント『つなまちアートフェスvol.3』- オープニング演奏（2021年11月27日）
- 「フューネラルビジネスフェア 2022」（2022年6月13-14日・パシフィコ横浜）- デモンストレーション演奏
- 「エンディング産業展 2022」（2022年8月31-9月2日・東京ビッグサイト）- デモンストレーション演奏
- 「冬休みこども祭り」（2022年12月17日・羽田コングレスクエア）-演奏
- 「大岡川桜クルーズ：〈特別企画〉中村麻由スペシャルライブクルーズ」- 船上で単独コンサート（2023年4月3日）
- 「フューネラルビジネスフェア 2023」（2023年6月20-21日・パシフィコ横浜）- デモンストレーション演奏
- 「ホール博善リニューアルオープンイベント」- 演奏 （2023年7月1日）
- 「かとう唯 バースデーワンマンLIVE〜唯、燦々と〜」- スペシャルゲスト出演（2023年7月9日）
- 「エンディング産業展2023」（2023年8月29日-31日・東京ビッグサイト）- デモンストレーション演奏
- 「3月9日トリビュート音楽祭」（2024年3月9日・大宮）- ミニコンサート
- 「FUJI MUSIC FESTIVAL'24」（2024年4月28日・春日部）- ミニコンサート
- 「そうえん 町田鶴川ホール グランドオープンイベント」（2025年5月18日・町田）-ミニコンサート